# 比斯平巴赫河
51°40′09″N 7°38′09″E / 51.6691°N 7.6359°E
比斯平巴赫河（德語：Bispingbach），是德國的河流，位於該國西部，處於北萊茵-威斯特法倫州，屬於埃默巴赫河的左支流，處於阿舍貝格，河道全長5.5公里。